# خطأ مطلق
الخطأ المُطلق أو خطأ التقريب القيمة المطلقة لانحراف مقدار عن قيمته الحقيقية أو المتنبأ بها، وفي بعض البيانات هو التعارض بين القيمة الدقيقة وبعض التقريب لها. خطأ التقريب يمكن أن يحدث بسبب
1. قياس البيانات ليس دقيق (بسبب الجهاز). أو
2. القيمة التقريبية تستخدم بدل من البيان الحقيقى (مثلا 3,14 بدلا من ط π)

في الحقل الرياضى للتحليل العددى، الاستقرار العددى للخوارزمية في التحليل العددى يوضح كيف ينتشر الخطأ عن طريق الخوارزمية.
يميز الإنسان عادة بين الخطأ النسبى والخطأ المطلق. الخطأ التام هو حجم الفرق بين القيمة الدقيقة والتقريب, الخطأ النسبى هو الخطأ المطلق مقسم على مقدار القيمة الدقيقة, الخطأ في المئة هو الخطأ النسبى معبر عنه لكل مئة.
مثلا, إذا كانت القيمة الدقيقة 50 والتقريب 49,9 إذا فالخطأ المطلق هو 0,1 والخطأ النسبى 0.1/50 = 0,002. الخطأ النسبى غالبا ما يستخدم لمقارنة تقريب الأعداد ذات الأحجام المختلفة بشكل كبير. مثلا, تقريب الرقم 1,000 مع خطأ مطلق 3 هو , في معظم التطبيقات, أسوأ كثيرا من تقريب الرقم 1,000,000 مع خطأ مطلق 3. في الحالة الأولى الخطأ النسبى هو 0,003 أما في الحالة الثانية 0,000003 فقط.
إيضاح
باعتبار القيمة v والتقريب vapprox , الخطأ المطلق هو
{\displaystyle \epsilon =|v-v_{\text{approx}}|\,}
حيث تمثل الأعمدة الرأسية القيمة المطلقة لو v لا تساوى صفر , الخطا النسبى هو
{\displaystyle \eta ={\frac {|v-v_{\text{approx}}|}{|v|}},}
و الخطأ في المئة هو
{\displaystyle \delta ={\frac {|v-v_{\text{approx}}|}{|v|}}\times 100.}